# Angelo nocchiero
L'Angelo nocchiero è un'opera scultorea simbolista in marmo realizzata nel 1886 dallo scultore Giovanni Scanzi. Fu commissionata da Giacomo Carpaneto, Cavaliere Mauriziano, come monumento funebre da collocare nel cimitero monumentale di Staglieno di Genova. Insieme all'Angelo di Monteverde, scolpito nel 1882 per la famiglia Oneto da Giulio Monteverde, il Monumento Carpaneto è diventato una delle icone maggiormente riconosciute di Staglieno, ed è anche apparso nella brochure ufficiale del cimitero nel 2014. Diverse personalità celebri nel XIX secolo hanno visitato Staglieno ed espresso giudizi sulla scultura, che essenzialmente raffigura un angelo, in posizione eretta su di una piccola imbarcazione, nell'atto di fissare le vele alla fine di un viaggio.

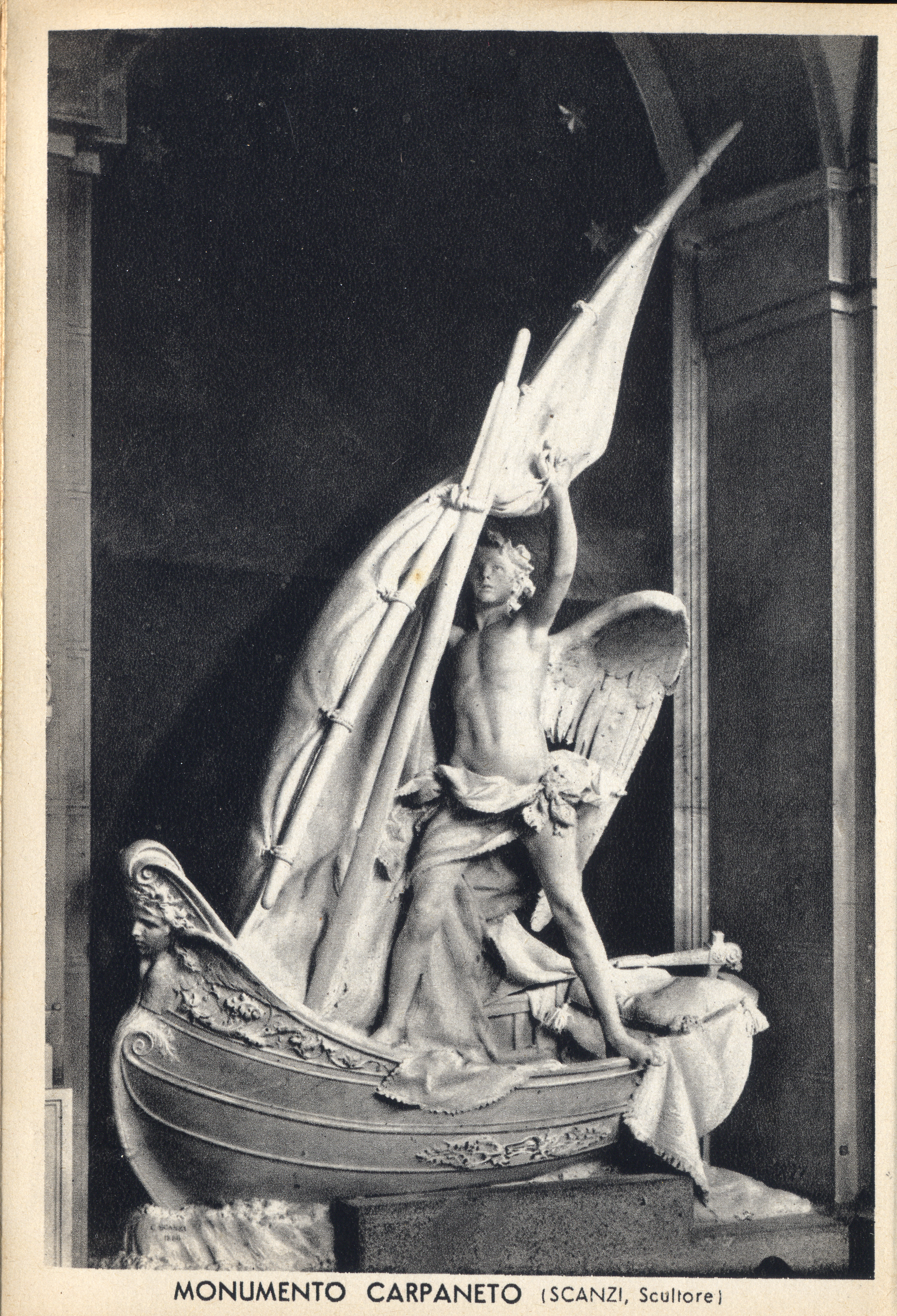
LAngelo nocchiero in una fotografia del 1895.

## Storia

### L'artista, il mecenate e il modello
Giovanni Scanzi cominciò a lavorare sulla tomba della famiglia Carpaneto all'età di circa 38 anni, quando morì Giacomo Carpaneto, il suo committente. 
Carpaneto, Cavaliere Mauriziano, fu un noto e rispettato mercante, membro di una famiglia originaria di Sampierdarena, dove tuttora si trova Palazzo Centurione Carpaneto. Anche la consorte di Carpaneto è sepolta nella tomba di Staglieno.
Il riferimento per la statua dell'Angelo nocchiero furono le opere dello scultore Antonio Delle Piane. Dopo la scuola, Scanzi lavorava come garzone di bottega in una falegnameria a Sampierdarena, dove incontrò Delle Piane. In seguito, diede avvio ad una sua bottega, diventando un falegname e intagliatore del legno di successo.

### Vicende successive
Numerosi personaggi celebri visitarono Staglieno nel XIX secolo, tra cui Friedrich Nietzsche, Guy de Maupassant e Mark Twain, che ne scrisse in termini entusiasticamente positivi nel suo Gli innocenti all'estero, del 1868. La visita nel marzo del 1893 dell'imperatrice Elisabetta di Baviera, meglio nota come Sissi, fu proverbiale. I giornali dell'epoca riferirono che lei vi si recò in incognito come "Lady Parker", visitando numerose località nel suo tragitto da Principe a Staglieno. Quando giunse dinanzi al Nocchiero si fermò, a quanto pare commossa, e dopo un momento di contemplazione, comandò che fosse copiata l'epigrafe nel suo taccuino personale.

### Restauro

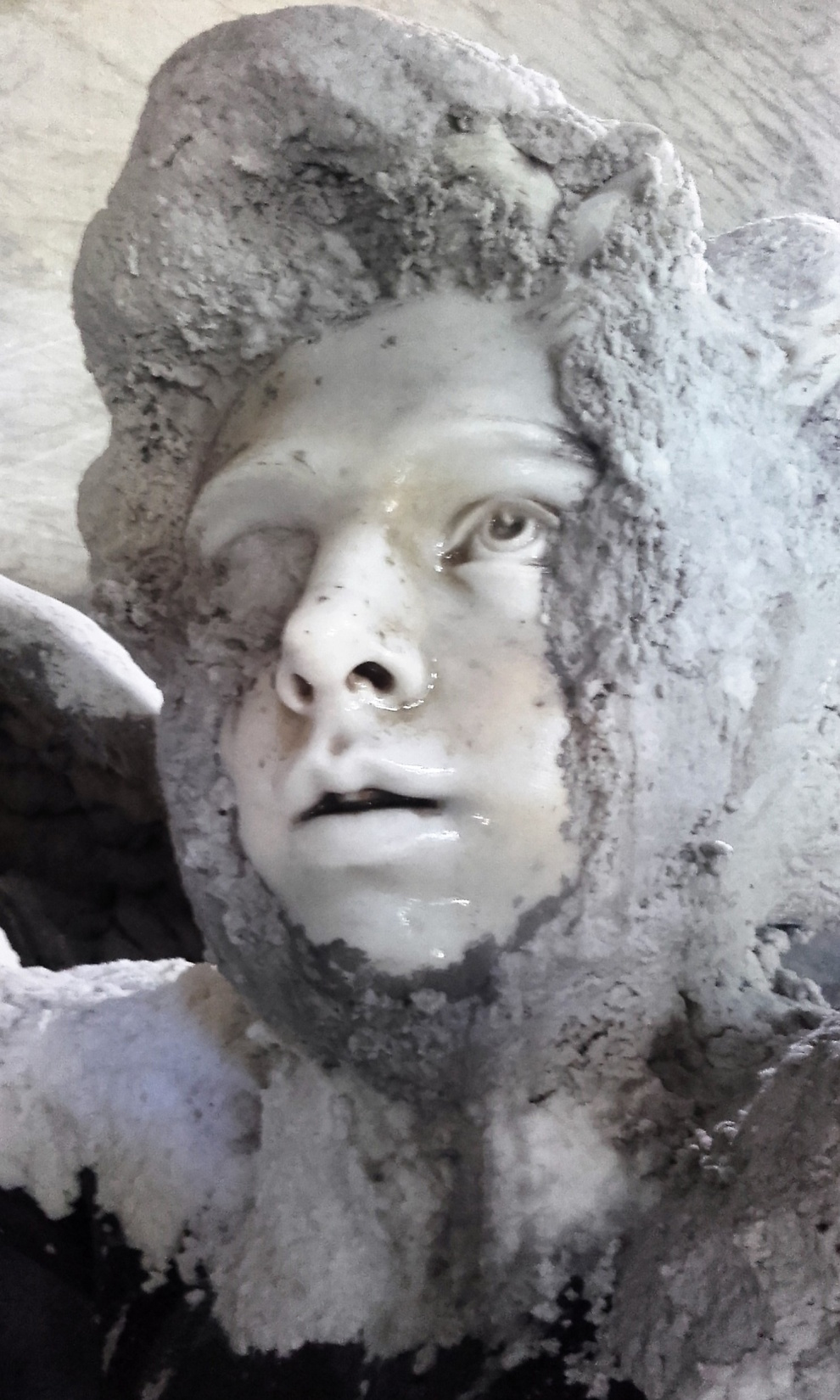
L'Angelo nocchiero in una fotografia del 2016, mentre era in corso il suo restauro.

Mark Twain descrisse i monumenti di Staglieno come "squisitamente compiuti...pieni di grazia e bellezza. Essi sono nuovi e candidi; ogni contorno è perfetto." Dopo un secolo e mezzo, la descrizione di Twain non avrebbe potuto essere la stessa, a causa dell'inquinamento di una tipica città industriale, nonché delle polveri e della muffa che si sono depositati sulle superfici del marmo; inoltre, vi sono stati alcuni episodi di furto, nei quali dei ladri hanno rubato talune parti in bronzo e altri materiali, e di vandalismo, che hanno portato alla rottura o al deturpamento in altro modo di alcuni monumenti.
Attraverso l'opera di alcuni esperti restauratori locali, e al contributo di società e singoli individui dediti alla preservazione del "più grande museo di sculture all'aperto in Europa", l'Angelo di Scanzi è stato sottoposto a un processo di restauro completo nel 2016. A partire da una prima fase di spolveratura - la rimozione della polvere ha difatti permesso una completa analisi della statua per comprendere i lavori di restauro necessari - gli esperti locali hanno lavorato sulla scultura per diversi mesi per rimuovere gli effetti del tempo e delle intemperie.

## Descrizione
I primi lavori di Scanzi erano caratterizzati da un gusto realista, e avevano già acquisito un simbolismo, o più precisamente un "iperdecorativismo eclettico", che è riscontrabile anche nelle sue realizzazioni dell'Angelo della Resurrezione della tomba della famiglia Casella, opera del 1877, e nel rilievo successivo destinato alla tomba di Elisa Falcone, del 1893, nonché in altre opere presenti a Staglieno.

### Simbolismo
La scultura rappresenta un angelo, che si trova su una piccola nave in posizione eretta, nell'atto di fissare le vele al termine di un viaggio. Il panneggio che lo copre pare fluttuare dietro alla sua figura, a suggerire un forte vento. Sulla prua dell'imbarcazione è raffigurato un volto di donna dall'espressione stoica, e sotto la prua l'acqua è agitata. Le corde sono attorcigliate minutamente all'interno della barca, sebbene il visitatore non abbia molta facilità nell'osservarle, e sul retro dell'imbarcazione è visibile un cuscino ricamato, leggermente piegato e ammaccato da una testa che presumibilmente riposava sullo stesso fino ad un momento prima.
La barca sarebbe stata un simbolo familiare per chiunque a Genova, città portuale, nel XIX secolo, e l'Angelo nocchiero richiama nello spettatore i traghettatori di anime dell'antica mitologia e della tradizione successiva, il cui compito era di trasportare le anime nell'aldilà. L'iconografia di angelo guida è sottolineata dall'epigrafe dai caratteri bronzei, posta sul piedistallo: "Avventurato chi nel mare della vita ebbe nocchiero sì fido".

## Galleria d'immagini

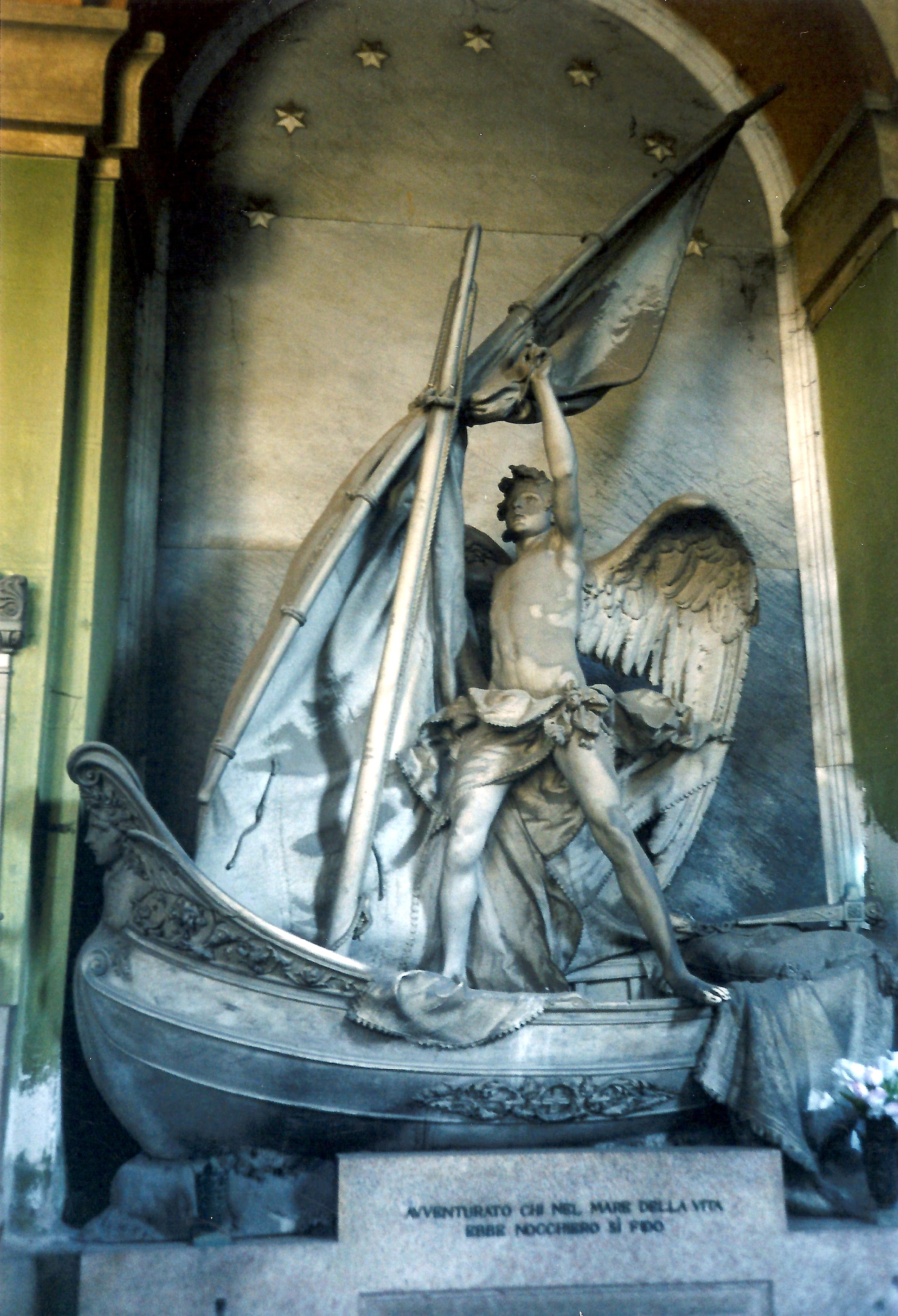
La statua nel 2010, prima del restauro.
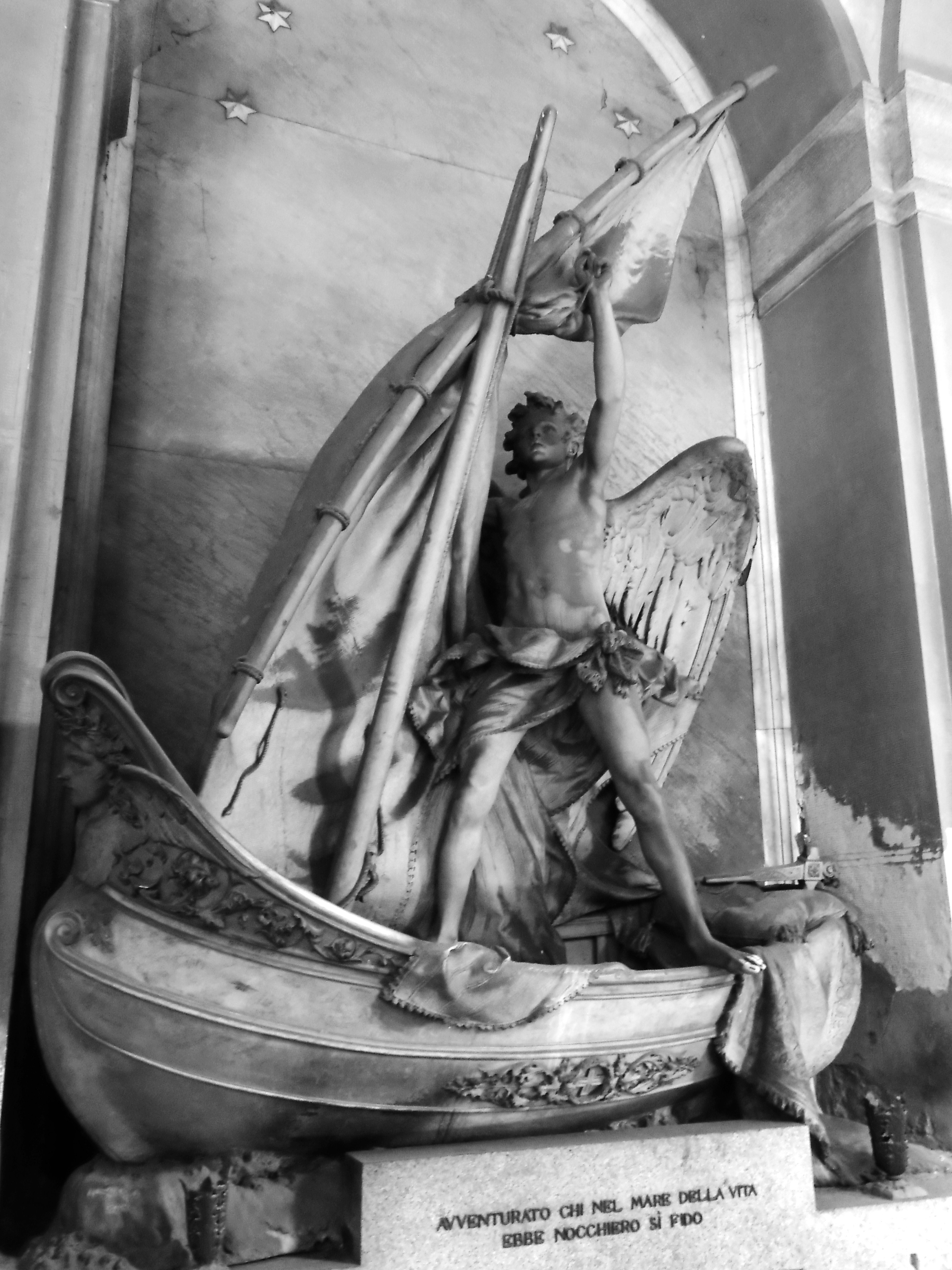
Fotografia in bianco e nero del 2014.
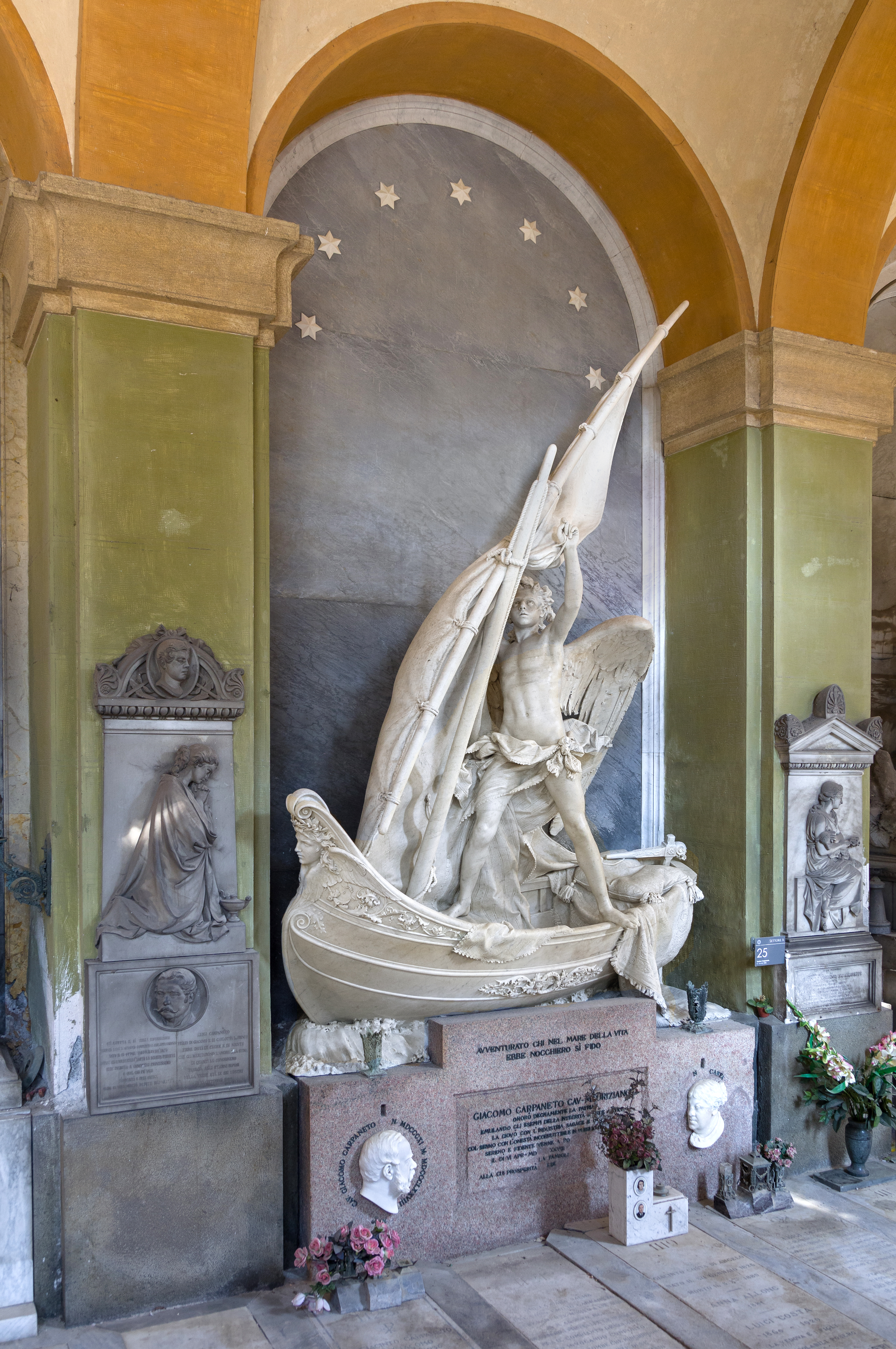
Veduta completa della nicchia nel 2017, in seguito al restauro.
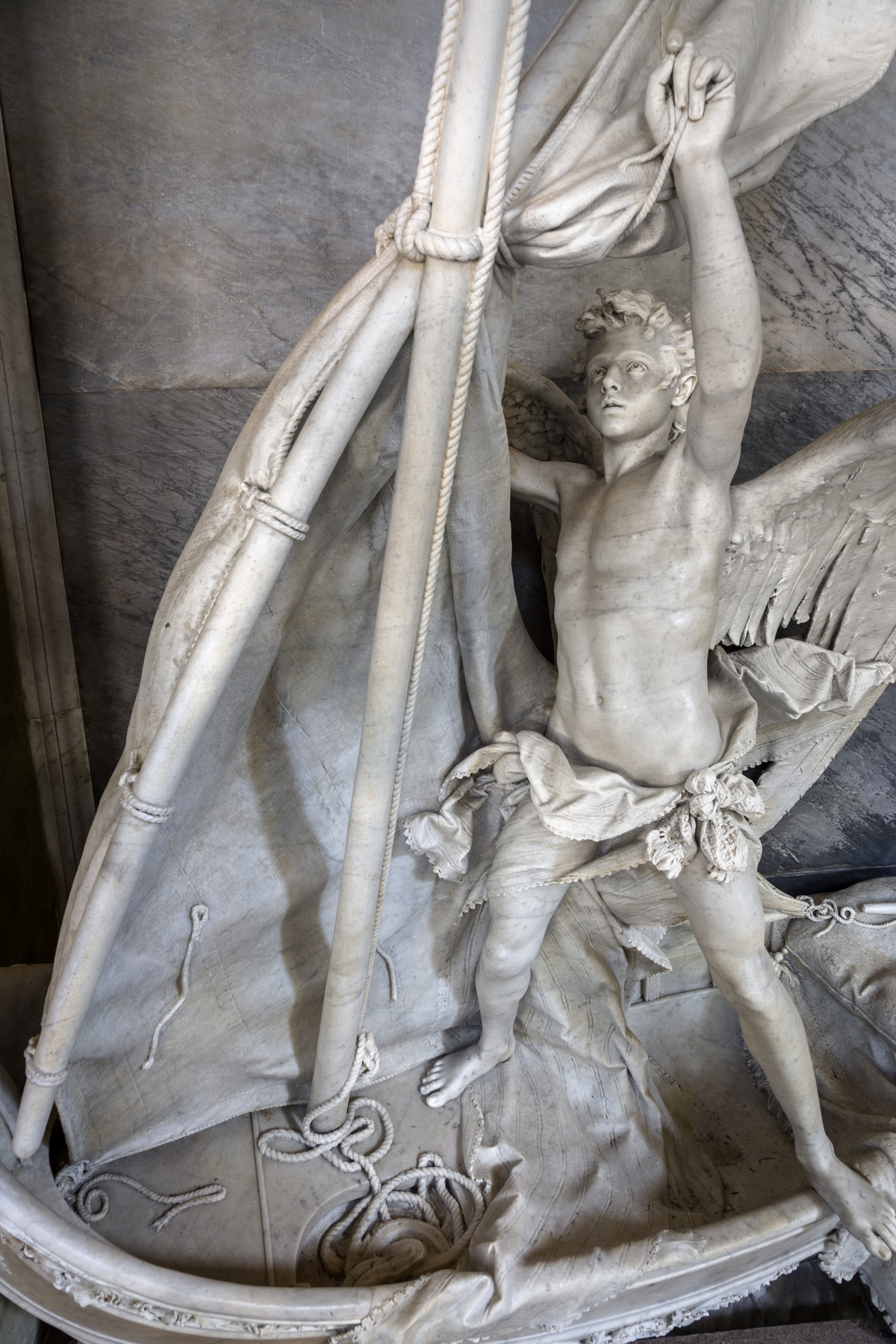
Particolare della figura dell'angelo e dei nodi della barca, datato 2017.
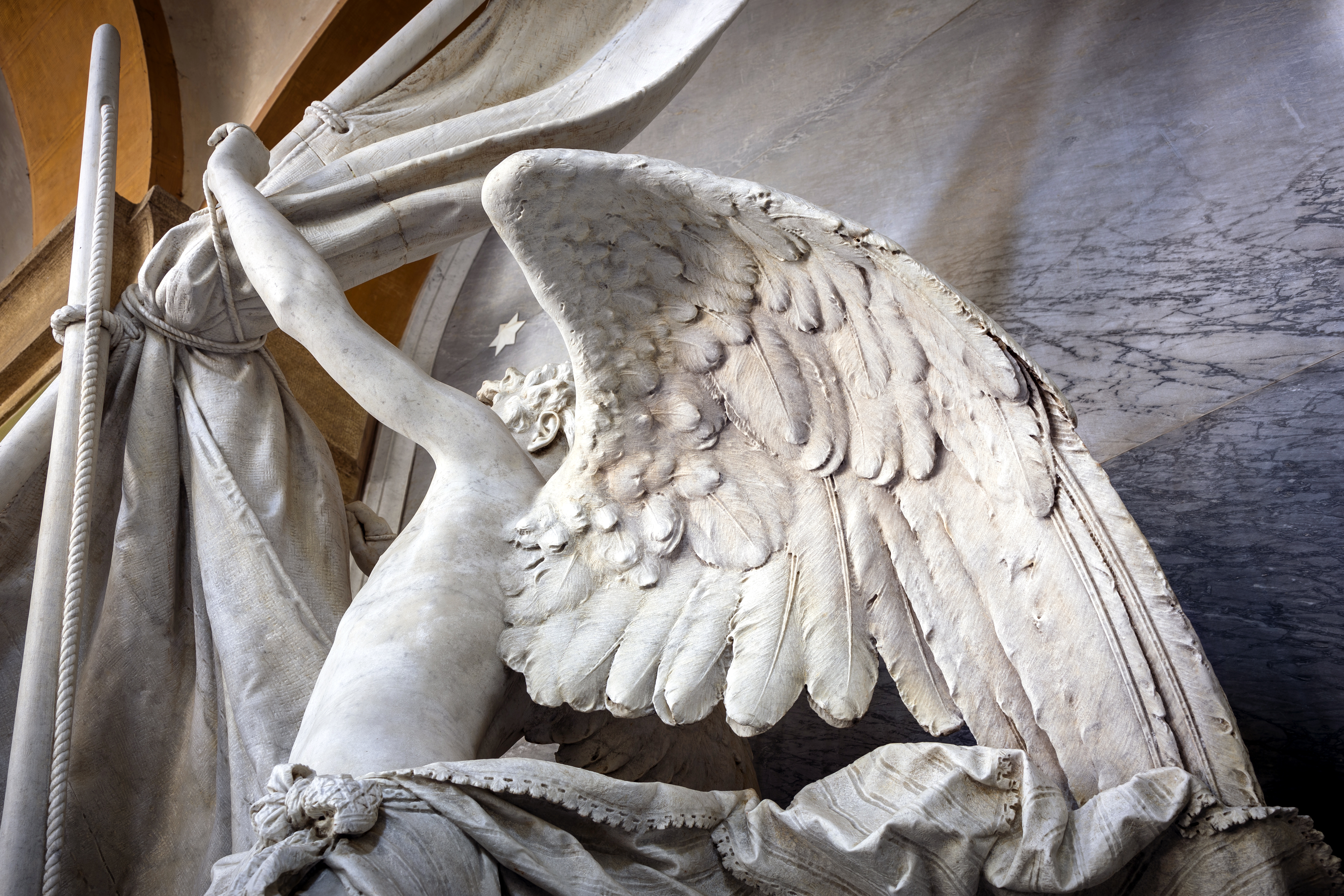
Particolare delle ali, datato 2017.
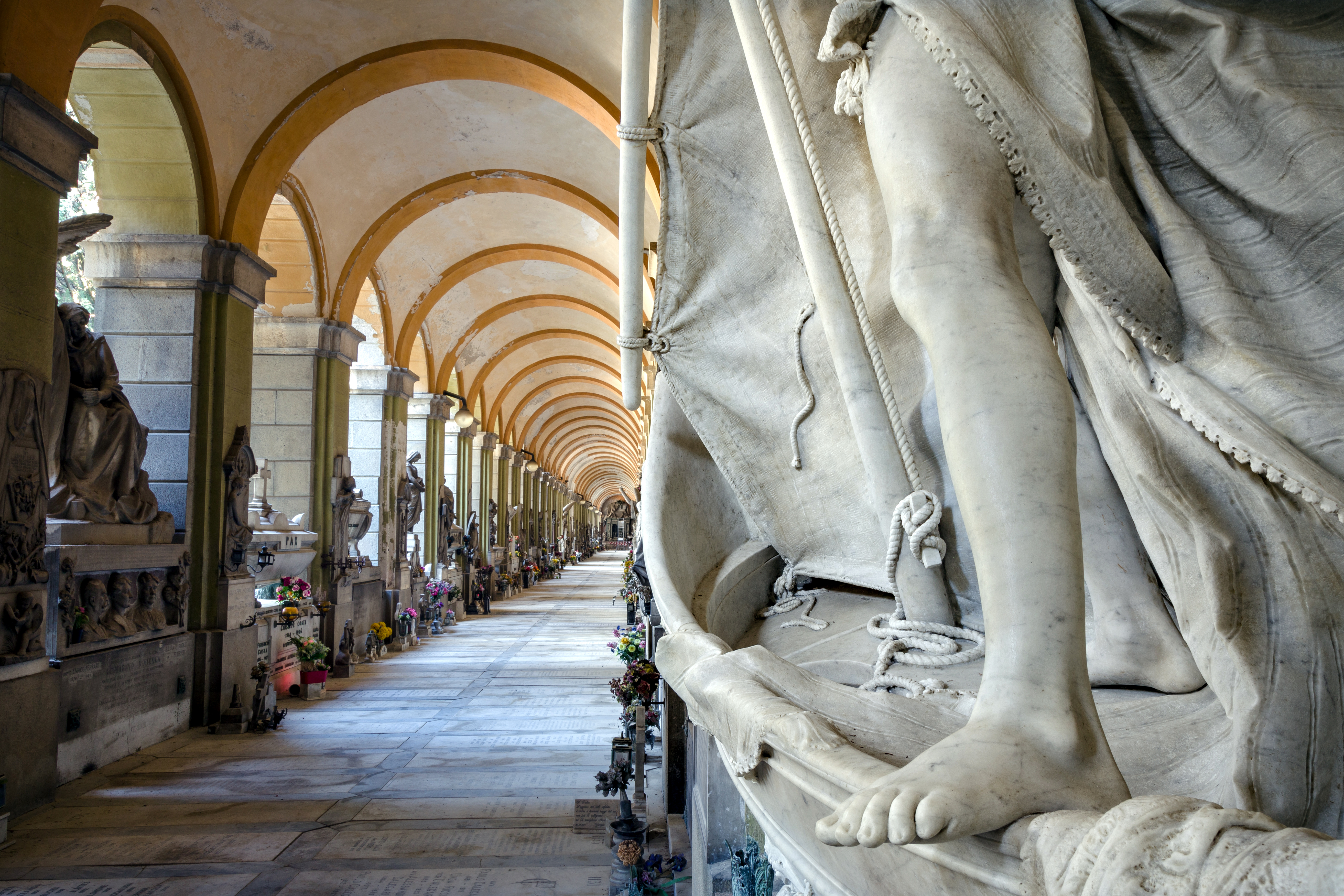
Veduta del Porticato Inferiore (Settore A) dal monumento.